# COROT-22b
CoRoT-22b es un planeta en tránsito descubierto por la misión espacial europea CoRoT, y que gira en torno a la entrella CoRoT-22. La naturaleza planetaria de este objeto fue validada por un análisis bayesiano completo que incluyó observaciones de espectroscopia de velocidad radial, imágenes ópticas adaptativas y el análisis de tránsito planetario del CoRoT.